# The Story of Art

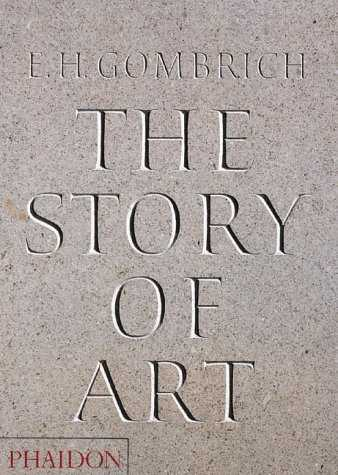
Capa de The Story of Art

The Story of Art (A História da Arte em portugês), de E. H. Gombrich, é um levantamento da história da arte desde os tempos antigos até a era moderna.
Publicado pela primeira vez em 1950 pela Phaidon, o livro é amplamente considerado tanto como uma obra seminal de crítica quanto como uma das introduções mais acessíveis às artes visuais. Ele foi originalmente destinado a leitores mais jovens. Mais de sete milhões de cópias foram vendidas, tornando-o o livro de arte mais vendido de todos os tempos. Está atualmente em sua 16ª edição e foi traduzido para aproximadamente 30 idiomas. Está na lista da Time dos 100 melhores livros de não ficção de todos os tempos.

## Resumo
O livro é dividido em uma introdução, 27 capítulos, cada um tratando de um período definido da história da arte em um ou vários contextos culturais/geográficos e um capítulo final resumindo os desenvolvimentos nas artes visuais até aquele instante. O primeiro capítulo começa examinando a arte pré-histórica e as culturas nativas. Os próximos quatro capítulos são dedicados às grandes culturas antigas, especialmente Egito, Grécia e Roma.
Uma propriedade marcante de The Story of Art é a quantidade de ilustrações que contém, com mais de 50% das páginas do livro dedicadas a fotografias coloridas de pinturas, desenhos, arquitetura e esculturas. No prefácio, Gombrich explica que foi sua intenção não mencionar nenhuma obra de arte que não pudesse incluir também como ilustração.
As duas primeiras frases do livro ficaram famosas: ″Realmente não existe arte. Existem apenas artistas.″ Gombrich mais tarde elaborou esta afirmação dizendo que ele define "arte" com base em sua raiz latina, que significa "habilidade", e que não há "habilidade desencarnada".